# Tropiocolotes steudneri
Tropiocolotes steudneri là một loài thằn lằn trong họ Gekkonidae. Loài này được Peters mô tả khoa học đầu tiên năm 1869.

## Hình ảnh

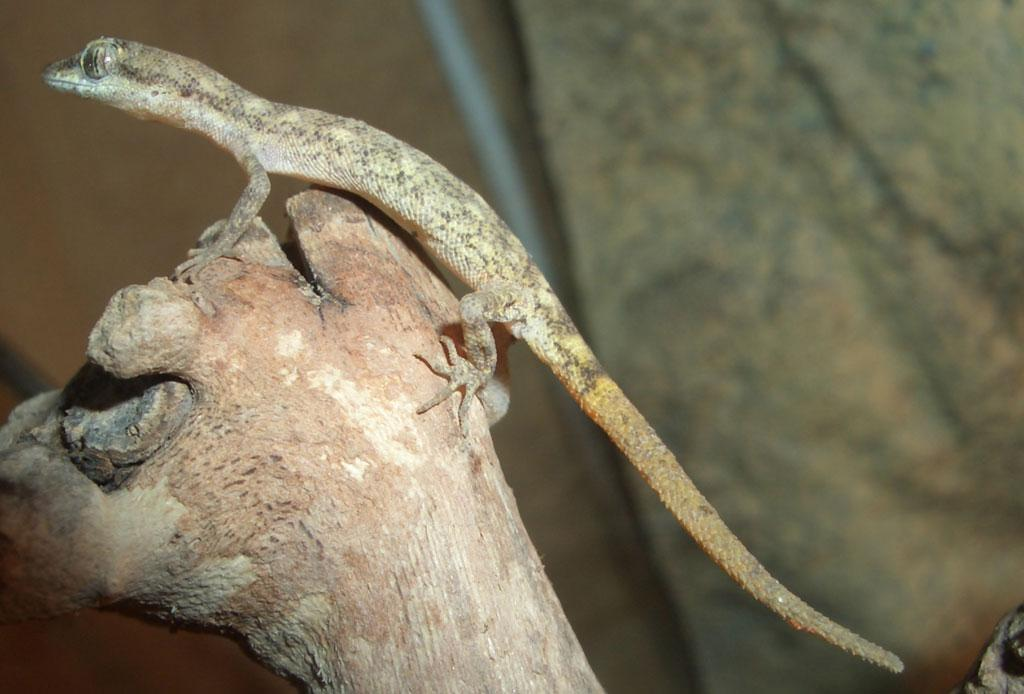